# Fontaines (Vendée)
Fontaines ist eine französische Gemeinde mit 772 Einwohnern (Stand: 1. Januar 2022) im Département Vendée in der Region Pays de la Loire. Sie gehört zum Arrondissement Fontenay-le-Comte und zum Kanton Fontenay-le-Comte. Seit dem 1. Januar 2016 ist Fontaines mit der Nachbargemeinde Doix zur Commune nouvelle Doix lès Fontaines zusammengeschlossen.

## Geographie
Fontaines liegt etwa drei Kilometer südlich des Stadtzentrums von Fontenay-le-Comte.
Durch den Ortsteil führt die Autoroute A83.

## Bevölkerungsentwicklung
| Jahr                      | 1962 | 1968 | 1975 | 1982 | 1990 | 1999 | 2006 | 2013 |
| Einwohner                 | 704  | 650  | 695  | 808  | 856  | 870  | 827  | 782  |
| Quelle: Cassini und INSEE |      |      |      |      |      |      |      |      |

## Sehenswürdigkeiten

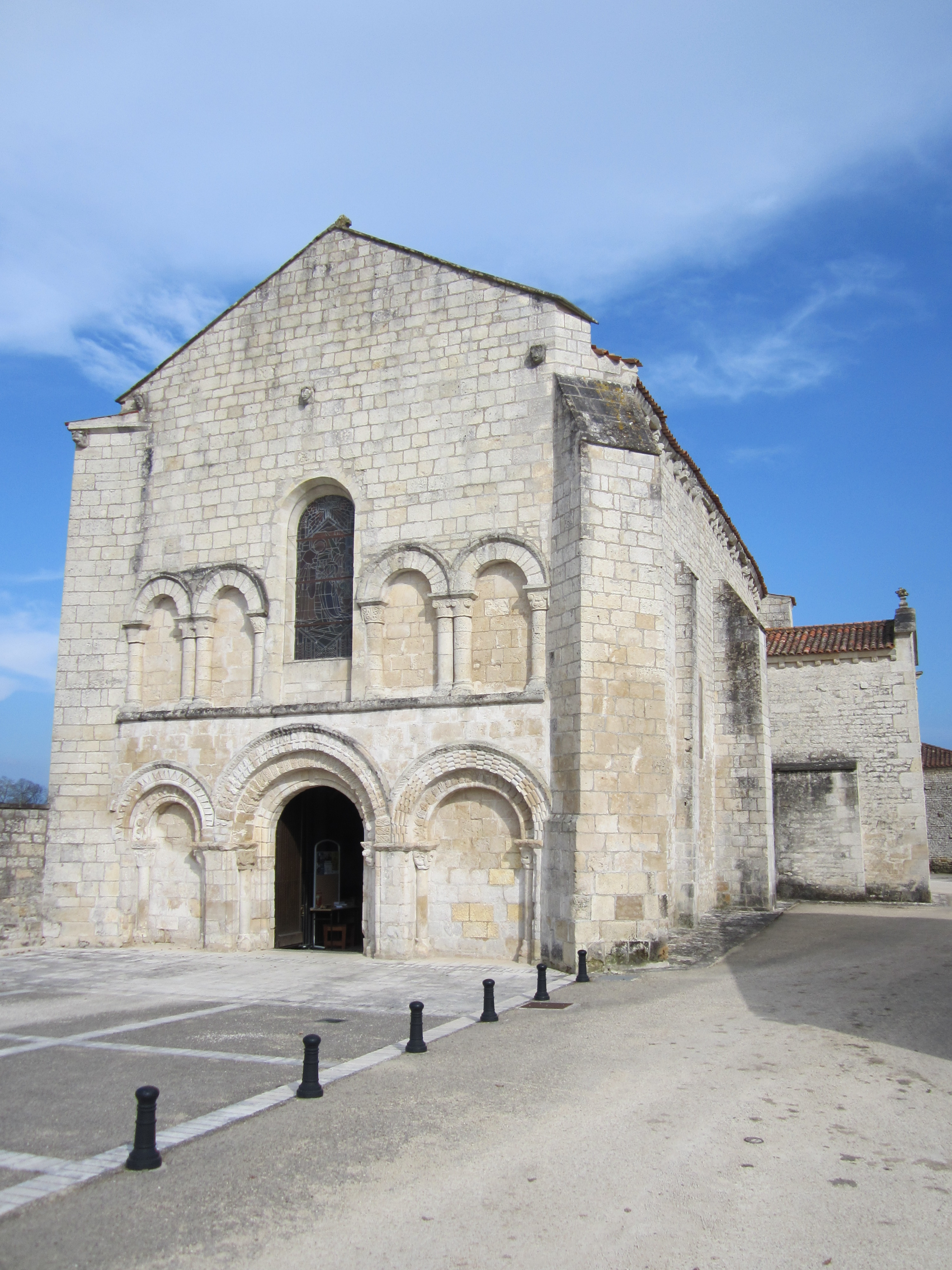
Kirche Notre-Dame-de-la-Nativité

- Kirche Notre-Dame-de-la-Nativité, seit 1952 Monument historique